# Les Bois-d'Anjou
Les Bois-d'Anjou es una comuna nueva francesa situada en el departamento de Maine y Loira, de la región de Países del Loira.

## Historia
Fue creada el 1 de enero de 2016, en aplicación de una resolución del prefecto de Maine y Loira de 12 de agosto de 2015 con la unión de las comunas de Brion, Fontaine-Guérin y Saint-Georges-du-Bois, pasando a estar el ayuntamiento en la antigua comuna de Fontaine-Guérin.

## Demografía
| Gráfica de evolución demográfica de Les Bois-d'Anjou entre 1800 y 2013 |
|                                                                        |

Los datos entre 1800 y 2013 son el resultado de sumar los parciales de las tres comunas que forman la nueva comuna de Les Bois-d'Anjou, cuyos datos se han cogido de 1800 a 1999, para las comunas de Brion, Fontaine-Guérin y Saint-Georges-du-Bois de la página francesa EHESS/Cassini. Los demás datos se han cogido de la página del INSEE.

## Composición
| Comuna delegada       | Código INSEE | Población (2013) | Superficie (km²) | Densidad (hab./km²) |
| --------------------- | ------------ | ---------------- | ---------------- | ------------------- |
| Brion                 | 49049        | 1175             | 28.29            | 42                  |
| Fontaine-Guérin       | 49138        | 968              | 22.51            | 43                  |
| Saint-Georges-du-Bois | 49280        | 428              | 9.42             | 45                  |